# Javoříčko (Luká)
Javoříčko (niem. Jaworitsch) – wieś, część gminy Luká, położona w kraju ołomunieckim, w powiecie Ołomuniec, w Czechach.